# Вињаса (Торино)
Вињаса (итал. Vignassa) је насеље у Италији у округу Торино, региону Пијемонт.
Према процени из 2011. у насељу је живело 68 становника. Насеље се налази на надморској висини од 397 м.